# John Hersey

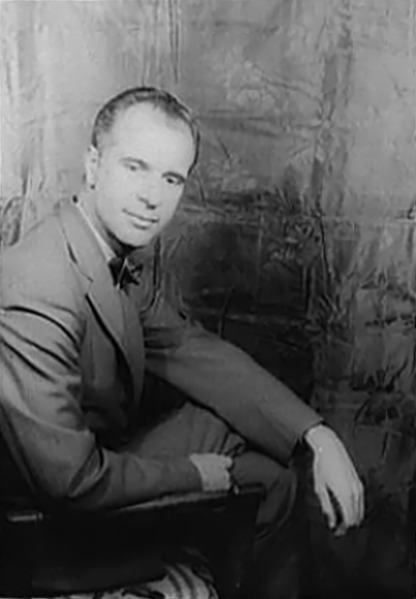
John Hersey

John Richard Hersey (ur. 17 czerwca 1914 w Tiencinie, w Chinach, zm. 24 marca 1993 w Key West, w USA) – amerykański pisarz i publicysta.
Pisał beletryzowane reportaże o II wojnie światowej, m.in. Hiroszima czy The Wall o tragedii warszawskiego getta. Jest także autorem powieści historycznej o spisku na Nerona Sprzysiężenie.